# Château de Vernie
Le château de Vernie est un édifice classé monument historique et situé sur le territoire de la commune de Vernie, dans la région historique du Maine (actuel département de la Sarthe), en France.

## Localisation
Le monument est situé dans le département français de la Sarthe, à (1,5 km) à l'ouest du bourg de Vernie.

## Architecture
Les façades et les toitures des parties subsistantes (pavillon Scarron et aile des communs) et de ses communs, ainsi que les trois pièces du quatrième étage du pavillon Scarron avec leurs boiseries sont classées au titre des monuments historiques depuis le 14 février 1978.